# Puerta 1808
Puerta 1808 es una escultura de acero al carbono al aire libre de Manuel Felguérez instalada en la Ciudad de México, México. Fue inaugurada el 20 de octubre de 2007 por Marcelo Ebrard, jefe de Gobierno, y se ubicó en la esquina de Paseo de la Reforma y Avenida Juárez, en Cuauhtémoc. Es una escultura de 15 metros de altura que se encuentra sobre un pedestal de 2 metros de altura.
El número en su nombre representa el año 1808 y hace referencia a los eventos previos a la independencia del país de 1810. A pesar de su nombre, es una escultura abstracta que no es una figura tradicional con forma de puerta. Felguérez dijo que representa a una puerta simbólicamente ya que es el punto de partida al Centro Histórico de la Ciudad de México. También se la dedicó a Francisco Primo de Verdad y Ramos, abogado novohispano encarcelado por las autoridades españolas por su defensa independentista y que murió en prisión en 1808. Puerta 1808 fue creada específicamente para las celebraciones del bicentenario de la independencia del país. La obra se complementó con la Fuente de la República situada a escasos metros.
Álvaro Medina, de la Galería Durban Segnini, describió la escultura como una «estructura compuesta por un par de triángulos, el tronco de un cono dividido verticalmente, un par de vigas arqueadas en voladizo, una viga tubular lineal y unos tensores».: 10 
Más adelante en su vida, Felguérez dijo de Puerta 1808: «Es una escultura viva: cambia de look en cada manifestación; se colorea con las consignas de los inconformes en turno. Y esto, lejos de molestarme o de suponer un agravio para la escultura, la dota de dinamismo y de una vigencia que sólo se agotará cuando vivamos en un país justo y en que todas las reivindicaciones sociales hayan sido satisfechas. Es decir, nunca».